# Насыбуллова, Маяна Ринатовна
Маяна Ринатовна Насыбуллова (род. 9 марта 1989) — современная российская художница; автор объектов, инсталляций, исполненных в различных материалах (гипс, силикон, смола и пр.). В своих работах исследует механизмы личной и коллективной, исторической памяти («постсоветский тотемизм»); вопросы телесности и идентичности; фиксирует тенденции современности.
Участница Триеннале российского современного искусства (2017).
Автор проектов «Актуальный янтарь», «Ленин для души», «Назло Родине» и ряда других.
Работы художницы находятся в коллекции Музея современного искусства «Гараж»  и Музейного центра "Площадь мира"  в Красноярске.

## Биография
Маяна родилась в 1989 году в городе Серове, Свердловской области. Окончила в Барнауле Детскую художественную школу.    
Всю жизнь слышу: «У тебя необычное имя», а это развивает чувство, что я не похожа на всех. Одно время искала аналоги в разных языках: в еврейском, например, «Маяна» означает «весна». Моя первая учительница говорила, что так звали татарскую принцессу, но, кажется, она все придумала, чтобы мне было приятно. В принципе, я так и не знаю точных корней своего имени, отчего мне легче ассоциировать себя исключительно с тем, что я собой представляю и создаю. Если я, как художник Андрей Кузькин, соберу все свои вещи и залью их в огромный янтарь, то, возможно, сотворю объективное воплощение своего имени.    
В 2011 -2012 гг., одновременно с учебой в НГАХА, преподавала скульптуру в Детской художественной школе №2.
Закончила Профессиональное Училище № 2 в Барнауле по специальности «керамист» (2005—2006); отделение монументально-декоративной скульптуры Новосибирской государственной архитектурно-художественной академии (2006—2012). Преподаватели: Крутиков А.К., Грачев В.П., Мартьянов Н.И.
Получила специальность «ювелир» в новосибирском учебном центре «Professional style» (2012).
Первая персональная выставка «Очнувшийся гипс» состоялась в 2013 г. В Сибирском центре современного искусства.
С 2013 года выставляется персонально, а также принимает участие в коллективных выставках; сотрудничает с другими современными художниками.Как куратор Маяна работала в 2015 году над такими проектами, как «Новые сибирские художники против русского авангарда» и «Художественное порно», прошедшими в новосибирской галерее SoMА.
Участник фестиваля Арт-Тайга (проект «Вышка») и фестиваля лендарта «Ёлки Палки» (Новосибирск).
В рамках фестиваля экспериментальной поэзии EXPERIENCES (Новосибирск) участвовала с проектом «ГЕРОИ».
Участница Триеннале российского современного искусства (2017)
В 2019 году стала художницей  проекта "Мой музей настоящего" в инклюзивной школе "Абсолют" в деревне Райсеменовское Серпуховского района Московской области.
Жила и работала в Новосибирске и Москве. С конца 2022 года проживает в Грузии, где ежемесячно презентует выставки в так называемом "Саду". Находится в гражданском браке, возлюбленного зовут Михаил.

## Художественная практика
В своих ранних работах: «Gender» (серия фотографий слепков классической скульптуры) (2012), серия «Очнувшийся гипс» (2012), Маяна обращается к архаичной пластике: её обобщенным формам, мифологическим сюжетам и образам, воплощающим архетипические представления о человеке. В инсталляции «Целое больше суммы твоих частей, но нет» (2016), составленной из разноцветных гипсовых отливок частей тел разных художников, Маяна актуализирует проблему невозможности «отображения коллективного тела сообщников» как единого и целостного портрета. Данные проекты фиксируют интерес художницы к проблемам (само-) идентичности и телесности в современном глобальном обществе.
Первым крупным проектом Маяны стал «Актуальный янтарь» (2013—2018). Зафиксированные в камушках из эпоксидной смолы объекты (советские значки, старинные монеты, репродукции картин и фотографии, печати и многие другие) представляют собой «осколки личной памяти», отобранные художницей. Целью проекта, по словам Маяны, стала фиксация того «что невыносимо помнить, непозволительно забыть». Масштабный проект, неоднократно экспонировавшийся как на персональных, так и в рамках коллективных выставок, стал для автора исследованием взаимосвязи личной и коллективной, исторической памяти, зафиксированной в своеобразном «янтарном архиве».
Параллельно с «Актуальным янтарем» возник проект «Ленин для души» (2015—2018), на сегодняшний день являющийся самым известным произведением Маяны.
Скульптурный гипсовый бюст Ленина в руках художницы трансформируется в различные образы. Примеряя на себя всевозможные «маски» Ленин «сливается» воедино то с иными советскими символами и фигурами («Ленин-Гагарин», «Ленин-Чебурашка», «Ленин-Неваляшка»), то с образами, взятыми из массовой современной культуры («Ленин-Йода», «Ленин-Фантомас», «Ленин-Пикачу»), то с религиозными фигурами («Ленин-Мадонна», «Ленин-Шива», «Ленин-Будда»). Маяна определяет Ленина как «домового города», «артефакт исчезнувшего мира», который зафиксирован в современном мире лишь в названиях городов, площадей, улиц; в виде мавзолея на Красной площади. Несмотря на определённую скандальную славу «Ленина для души», связанную с неприятием подобного образа советского вождя новосибирскими чиновниками и некоторыми зрителями, художница обозначает проект словосочетанием «постсоветский тотемизм» и подчеркивает, что: «Данный проект не про личность Ленина, данный проект про то, в каком странном мире мы живем… Ленин — отражение огромного исторического пласта, сформировавшего ту Россию, ту Москву и тот Новосибирск, в котором мы сегодня находимся».
На аукционе VLADEY 18 апреля 2017 года работа "Ленин-уточка" была продана за 4200 евро. Также продали, пусть и за меньшие суммы, других «Лениных»: неваляшку и матрешку.
Масштабным и интернациональным проектом Маяны стала серия «Ух ты»! или «Родина слышит» (2015—2017), представляющая собой увеличенные модели «уха» из пенопласта и гипса, размещенные в более чем десяти городах по всему миру (Новосибирск, Москва, Чике-Таман, Нью-Йорк, Рим, Бишкек и др.). Помещенные на открытой местности (парки, площади, улицы) эти «слуховые аппараты города» предназначены для общения людей друг с другом: каждое из них оснащено устройством для записи звука и дальнейшей его передачи.

## Выставки

### Персональные выставки
2022 Everything is terrible, Музей Вадима Сидура, Москва, Россия    
2021 Жаль, что я не собака, LONGART gallery, Петрозаводск, Россия
2021 Актуальный янтарь, 139 Documentary Centre, Ташкент, Узбекистан
2021 ФАЗА: ПЕРЕХОД, Центр культуры ЦК19, Новосибирск, Россия
2021 Нет, это не больно, Пространство «Стыд», Санкт-Петербург, Россия
2020 НАВЫКИ КОПИРОВАНИЯ. Мастерские музея Гараж. Москва, Россия
2019 Назло Родине, Галерея Пост, Новосибирск, Россия
2019 la lumière, Галерея TRANSATLANTIQUE, Париж, Франция
2018 Давай все отменим, пространство На дне?, Новосибирск, Россия
2018 Актуальный янтарь, Музей Магнезит, Сатка, Россия
2018 Актуальный янтарь, Futuro gallery, Нижний Новгород, Россия
2017 Кризис веры, VLADEY Space, Москва, Россия
2017 Кризис веры, Историко-этнографический музей-заповедник Шушенское, поселок Шушенское, Россия
2016 Актуальный янтарь, Музейный центр Площадь мира. Красноярск, Россия
2014 Актуальный янтарь, Сибирский центр современного искусства, Новосибирск, Россия
2013 Очнувшийся гипс,  Сибирский центр современного искусства, Новосибирск

### Групповые выставки
2022 апок. конец света каждый день, галерея Триумф, Москва, Россия
2022 Книга художника и зины, Центр культуры ЦК19, Новосибирск, Россия
2021 НАЗВАНО ВАЗАРИ. ГОТИКА, ГЦСИ Арсенал, Нижний Новгород, Россия
2021 Пять искушений Иоганна Фауста, Шереметьевский дворец, Санкт-Петербург, Россия
2021 PLAYMMOMA 2.0. Образовательный центр MMOMA, Москва, Россия
2021 Направо-белый лес,  Дом творчества Переделкино, Москва, Россия
2021 Убежище.Welcome to the paradise, Музей Стрит-Арта, Санкт-Петербург, Россия
2021 Внутри Куркиёки, Пространство «Синий коридор», Петрозаводск, Россия
2021 Либо мир переполнен мусором, либо нашими воспоминаниями. Фонд искусства Голубицкое, станица Голубицкое, Россия
2021 ИСКУССТВО БЫТЬ, Музей-заповедник Царицыно, Москва, Россия
2020 Печенье с предсказаниями, ЦСК Флигель, Владимир, Россия
2020 Железногорское биеннале, ЦСИ Цикорий, Железногорск, Россия
2020 НЕМОСКВА НЕ ЗА ГОРАМИ, Центральный выставочный зал Манеж, Санкт-Петербург, Россия
2020 За пределами центра, Культурный центр ЗИЛ, Москва, Россия
2019 Земля музъем, Музей современного искусства PERMM, Пермь, Россия
2019 Новое настоящее, Центр культуры ЦК19, Новосибирск, Россия
2019 Выход из кольца через цирк, ЦСИ Цикорий, Железногорск, Россия
2019 Чистый звук глиняной свистульки, ЦСИ Типография, Краснодар, Россия
2018 Хрупкие вещи, Галерея Osnova, Москва, Россия
2018 KOMÖDIE DES DASEINS. Kunsthaus Zug. Цуг, Швейцария
2018 Кронштадтские истории-3. Замедленность. Музей печати. Санкт-Петербург, Россия
2018 International Kansk Video Festival, Канск, Россия
2018 Найденный оболочки, Fragment gallery. Москва, Россия
2018 Как бы чего не вышло: фем версия, Ребра Евы, Санкт-Петербург, Россия
2018 New Olds,  Новосибирский государственный художественный музей, Новосибирск, Россия
2017 Как бы чего не вышло, Выставочное пространство ЦЭХ, Минск, Беларусь
2017 POSTTOTAL, Национальный музей искусств имени Гапара Айтиева, Бишкек, Киргизия
2017 Параллельная программа Красноярской биеннале “Мир и миръ”, Музей им. Сирикова. Красноярск, Россия
2017 Триеннале российского современного искусства, Музей современного искусства Гараж, Москва, Россия
2016 Сообщники, Музейный центр Площадь мира, Красноярск, Россия
2016 5-я Московская международная биеннале молодого искусства, Центр дизайна
ARTPLAY, Москва, Россия
2016 Больница,  Галерея Кубива, Нижний Тагил, Москва
2015 Новые сибирские художники против русского авангарда, Галерея SOMA,
Новосибирск, Россия
2015 Праздник, Музейный центр Площадь мира, Красноярск, Россия
2015 Художественное порно, Галерея SOMA, Новосибирск, Россия
2015 ЩИТ, Галерея SOMA, Новосибирск, Россия
2015 Школа цинизма, Лофт ТРАВА, Новосибирск, Россия
2014 Фестиваль современного искусства Арт-Тайга, Новосибирск, Россия
2014 Фестиваль лэнд-арта Ёлки Палки, Новосибирск, Россия
2014 На волне. Актуальное искусство Латвии и Сибири, Rīgas Mākslas Telpa, Рига,
Латвия
2014 Разрез в искусстве, Фонд художника Михаила Шемякина. Санкт-Петербург,
Россия
2013 Фестиваль экспериментальной поэзии EXPERIENCES, Новосибирск, Россия
2013 Форма реальности, Городской центр изобразительного искусства, Новосибирск, Россия
2012 Всероссийская выставка-конкурс портрета и автопортрета Face контроль, Томский областной художественный музей, Томск, Россия
2011 Межрегиональная молодежная выставка изобразительного искусства Молодая Сибирь, Торгово-развлекательный центр галерея Енисей, Красноярск, Россия
2011 5-я межрегиональная молодежная выставка Аз.Арт Сибирь, Выставочный зал Союза художников России, Барнаул, Россия